# Čret
 Čret  falu Horvátországban Krapina-Zagorje megyében. Közigazgatásilag Krapinske Toplicéhez tartozik.

## Fekvése
Zágrábtól 37 km-re, községközpontjától  3 km-re északnyugatra a Horvát Zagorje északnyugati részén fekszik. 

## Története
A település neve a horvát "čret" (mocsaras talajú erdő) szóból származik. Az Erdődy Pálffy családnak már a 18. században állt itt kastélya. Ennek a régi kastélynak a helyén épült fel később az új tágas úrilak. Birtokosa egykor gróf Erdődy Pálffy Zsigmond honvéd és huszár ezredes volt, akinél ebben az időben élénk társasági élet folyt. Amíg Pálffy gróf  Bécsben és Pesten élte gazdag világi életét jámbor felesége otthon ült és imádkozott. A gróf  hazaérkezését mindig előre jelezte és ilyen alkalmakkor mindig hozott néhány pesti színésznőt, vagy énekest magával, akiket egy külön szekéren népes zenekar kísért.
A településnek 1857-ben 565, 1910-ben 944 lakosa volt. Trianonig Varasd vármegye Pregradai járásához tartozott. A településnek 2001-ben 664 lakosa volt.

## Nevezetességei
Erdődy-Pálffy kastély.

## Külső hivatkozások
- Krapinske Toplice község hivatalos oldala
- Krapinske Toplice turisztikai portálja
- A megye turisztikai portálja
- A krapinske toplicei Szentháromság plébánia honlapja